# 니콜라이 보로노프

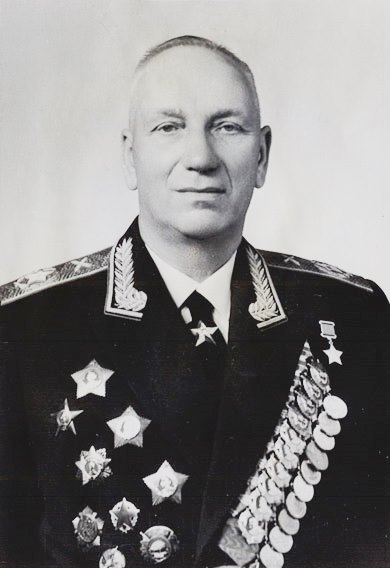

니콜라이 니콜라예비치 보로노프(러시아어: Никола́й Никола́евич Во́ронов) (1899년 5월 17일 - 1968년 2월 28일)는 제2차세계대전에서 활약한 소련군인이다. 포병전문가로서 소련군의 화력증강에 힘을 기울여 독일군을 분쇄하는 데 지대한 공헌을 했다. 스탈린그라드 전투와 쿠르스크 전투의 포병배치도 그가 입안한 것이다. 1944년 포병상원수까지 승진하였다.